# Vienna Calling
Vienna Calling is een nummer van de Oostenrijkse zanger Falco uit 1985. Het is de tweede single van zijn derde studioalbum Falco 3.
Het nummer gaat over Falco's geboortestad Wenen en de ontwikkeling van de Oostenrijkse hoofdstad. Het nummer werd in diverse landen een hit, maar overtrof nergens het succes van de voorganger Rock Me Amadeus. In zowel Oostenrijk als Duitsland bereikte het nummer de 4e positie. In Nederland werden geen hitlijsten behaald, maar in de Vlaamse Radio 2 Top 30 bereikte het nummer de 13e positie.